# Back to Mine
Back to Mine ist eine Serie von CD-Veröffentlichungen der Plattenfirma DMC (Disco Mix Club). Auf jeder Ausgabe dieser Reihe hat ein Musiker, im Regelfall ein DJ oder Komponist aus dem Bereich der elektronischen Musik, eine Kollektion von selbst angefertigten Remixen von Stücken anderer Künstler zusammengestellt. Das Konzept der Reihe ist, dass diese Stücke die Musikauswahl nach einer durchgefeierten Nacht repräsentieren soll, daher trägt die Reihe seit Ausgabe 7 den Untertitel „a personal collection for after hours grooving“. Das Artwork für die Volume 6–19 und 25–28 wurde von dem Londoner Künstler Tommy Penton erstellt. Die erste Ausgabe erschien 1998 von DJ Nick Warren; seither sind 31 Ausgaben erschienen.
2008 wurde die Serie mit Volume 28 von Disco Mix Club beendet, doch 2019 kehrte Back to Mine zurück, um ihr 20-jähriges Jubiläum mit Nightmares on Wax zu feiern. Das Album wurde am 25. Januar 2019 veröffentlicht.

## Veröffentlichungen
|    | Künstler bzw. Album     | Veröffentlichung   |
| -- | ----------------------- | ------------------ |
| 01 | Nick Warren             | 1. Juni 1998       |
| 02 | Dave Seaman             | 31. Mai 1999       |
| 03 | Danny Tenaglia          | 18. Oktober 1999   |
| 04 | Groove Armada           | 6. März 2000       |
| 05 | Faithless               | 16. Oktober 2000   |
| 06 | Everything but the Girl | 23. April 2001     |
| 07 | Morcheeba               | 23. Juli 2001      |
| 08 | Talvin Singh            | 15. Oktober 2001   |
| 09 | MJ Cole                 | 25. März 2002      |
| 10 | Orbital                 | 24. Juni 2002      |
| 11 | New Order               | 30. September 2002 |
| 12 | The Orb                 | 27. Januar 2003    |
| 13 | Underworld              | 28. Juli 2003      |
| 14 | Tricky                  | 15. September 2003 |
| 15 | Audio Bullys            | 10. November 2003  |
| 16 | Death in Vegas          | 26. Januar 2004    |
| 17 | Richard X               | 5. April 2004      |
| 18 | Lamb                    | 5. Juli 2004       |
| 19 | Carl Cox                | 25. Oktober 2004   |
| 20 | Pet Shop Boys           | 25. April 2005     |
| 21 | Adam Freeland           | 25. Juli 2005      |
| 22 | Roots Manuva            | 24. Oktober 2005   |
| 23 | Liam Howlett            | 30. Januar 2006    |
| 24 | Mercury Rev             | 23. Oktober 2006   |
| 25 | Röyksopp                | 2. April 2007      |
| 26 | Bugz in the Attic       | 13. August 2007    |
| 27 | Guillemots              | 8. Oktober 2007    |
| 28 | Krafty Kuts             | 1. Februar 2008    |
| 29 | Nightmares on Wax       | 25. Januar 2019    |
| 30 | Jungle                  | 18. Oktober 2019   |
| 31 | Fatboy Slim             | 6. November 2020   |
| 32 | Horse Meat Disco        | 20. Mai 2022       |
| 33 | Tycho                   | 30. September 2022 |